# Saccharomyces pastorianus
Espèce
Saccharomyces pastorianus est une espèce de levures utilisée pour la fabrication de bière de type Lager, ou à fermentation basse. L'épithète spécifique pastorianus a été donné par l'allemand Max Rees en l'honneur de Louis Pasteur en 1870. Treize ans plus tard, une autre épithète spécifique, carlsbergensis, lui a été donnée par Emil Christian Hansen en 1883 lorsqu'il travaillait pour la brasserie Carlsberg.
Saccharomyces carlsbergensis est considéré comme un synonyme par de nombreux auteurs, cependant dans une étude réalisée en 2008 les résultats montrent qu'il existe une différence significative dans les gènes ADH. Elle est utilisée en levurage pour la vinification, comme Saccharomyces cerevisiae.

## Histoire
Aujourd'hui utilisée pour la fermentation de 90 % des bières, S. pastorianus est un hybride de la levure de fermentation haute S. cerevisiae et de la levure de fermentation basse S. eubayanus (en). L'hybridation a dû se produire entre 1602 et 1615 à Munich, dans la brasserie Hofbräuhaus où l'on produisait les deux types de bières. Fermentant idéalement aux alentours de 10 °C, cet hybride et plus facile à contrôler que les levures à fermentation haute (15–25 °C), au comportement souvent imprévisible,.